# Taped
Taped (literalmente, Grabado) es una película holandesa-argentina de 2012, dirigida por Diedrik Van Rooijen y protagonizada por Barry Atsma y Susan Visser. El film, de bajo presupuesto, fue ganadora en la categoría de Mejor película en el Stony Brook Film Festival.

## Trama
Saar y Johan, una pareja de holandeses, viajan a Buenos Aires, Argentina, el lugar donde se conocieron durante sus vacaciones muchos años atrás, con la esperanza de remontar su deteriorado matrimonio. Cuando comienzan a salir verdades a la luz, entre las cuales se encuentran infidelidades por parte de ambos, deciden regresar al Aeropuerto Internacional de Ezeiza con la intención de regresar a Holanda. Sin embargo, en el camino son los únicos testigos de un feroz tiroteo entre un oficial de la Policía Federal Argentina y un hombre, que acaba con el brutal asesinato de este último. Ese hecho desencadenará en una serie de persecuciones a través de la ciudad donde se puede observar la corrupción existente entre algunos cuerpos de la policía. Sin embargo, esta aventura será algo que finalmente podrá revitalizar su amor. 

## Premios

### Nederlands Film Festival
| Año  | Premio      | Resultado | Categoría                                 |
| ---- | ----------- | --------- | ----------------------------------------- |
| 2012 | Golden Calf | Nominada  | Mejor actriz (Beste Actrice) Susan Visser |

### Stony Brook Film Festival
| Año  | Premio         | Resultado | Categoría                                           |
| ---- | -------------- | --------- | --------------------------------------------------- |
| 2012 | Mejor película | Ganadora  | Kurt Kuenne (director), Alain De Levita (productor) |